# Persuasione (romanzo)
Persuasione (Persuasion, 1818) è un romanzo della scrittrice inglese Jane Austen, pubblicato postumo dal fratello e composto tra il 1815 e il 1816. La scrittrice inizierà a lavorare a questo romanzo immediatamente dopo aver finito Emma. È l'ultima opera completa scritta poco prima dell'aggravarsi della malattia di Addison che la porterà alla morte nel luglio del 1817.

## Genesi del titolo
Il titolo del romanzo si riferisce alla persuasione che ha subito Anne Elliot nel rifiutare il Capitano Wentworth e a quella che gli altri personaggi del romanzo subiscono o rifiutano di subire. Il titolo del romanzo non fu scelto dalla scrittrice, infatti molti critici ritengono che il titolo del romanzo sarebbe stato The Elliotts, ma la scrittrice morì prima di pubblicare il libro e quindi di scegliere il titolo.

## Trama
Anne Elliot è la secondogenita di Sir Walter Elliott: la moglie di lui è morta da tempo e la prima figlia, Elizabeth, ne ha preso il posto nella gestione della casa e nei rapporti con il vicinato; la sorella minore, Mary, ha sposato Charles Musgrove, figlio di un rispettato e ricco proprietario terriero, che anni prima aveva corteggiato Anne la quale, però, lo aveva rifiutato. La famiglia appartiene alla nobiltà inglese, essendo Sir Walter baronetto.
Sir Walter, Elizabeth e Mary sono molto orgogliosi della loro posizione sociale, e giudicano con disprezzo chiunque appartenga ad una classe inferiore; Anne, invece, non dà importanza alcuna alle differenze di classe, ed è spesso imbarazzata dal comportamento del padre e delle sorelle. Oltretutto nessuno della sua famiglia prova un sincero affetto per lei, perché a 27 anni non si è ancora sposata e sembra destinata a rimanere zitella. Otto anni prima Anne era fidanzata con il Capitano Frederick Wentworth, che lei amava profondamente, e da cui era ricambiata, ma Lady Russell, la migliore amica di sua madre, aveva persuaso la ragazza a rompere il fidanzamento. Lady Russell, simile in questo a Sir Walter Elliot e alle sue figlie, aveva ritenuto la scelta di Anne poco saggia, in quanto al tempo Frederick era un povero ufficiale di marina, senza un'importante famiglia alle spalle (quindi di ceto inferiore al loro), e apparentemente senza grandi prospettive per il futuro.

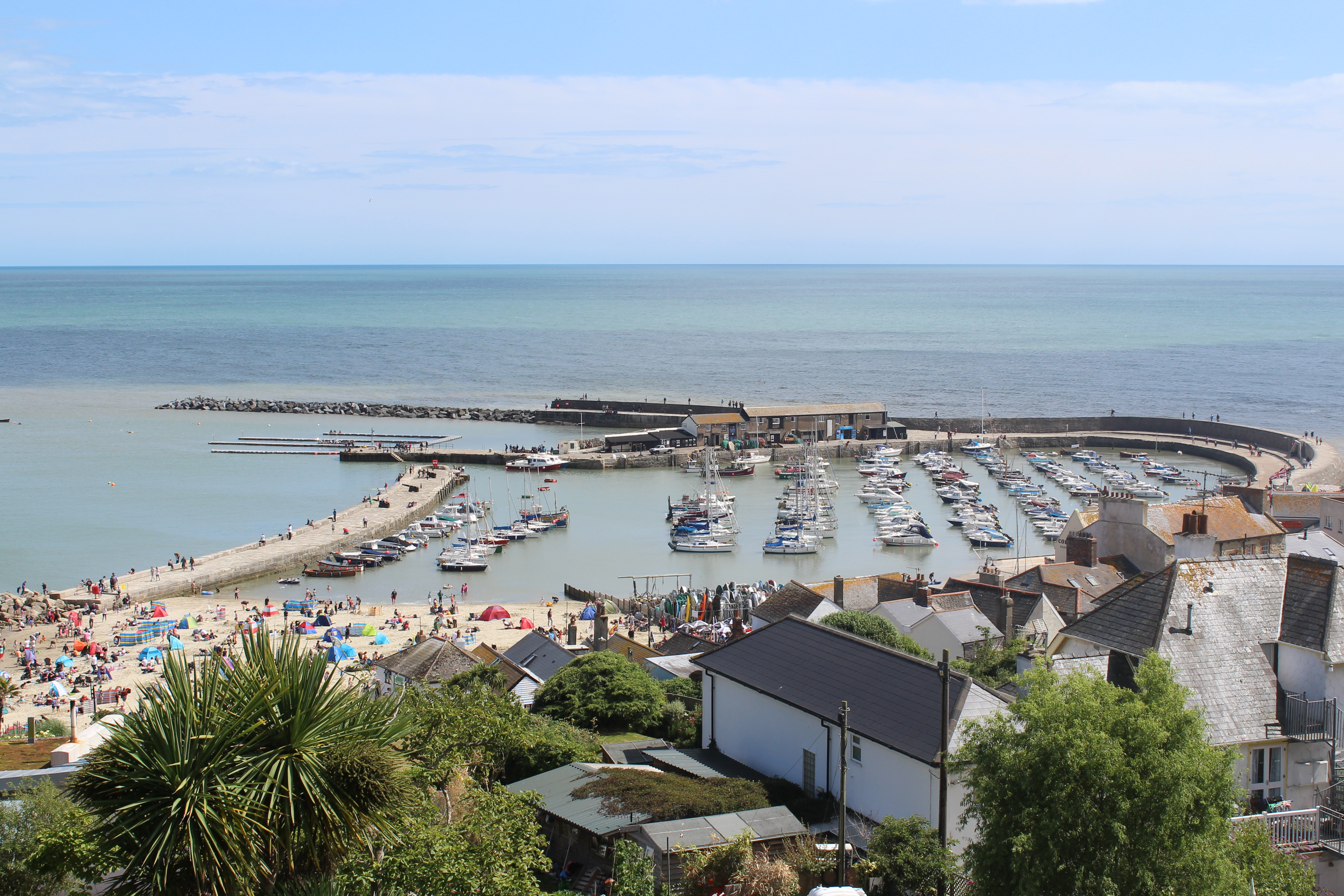
Lyme Regis dove Louisa cadde dal muro del mare

Sir Walter ha mantenuto per anni uno stile di vita molto superiore alle sue reali possibilità e ora si trova costretto dai debiti ad affittare la propria casa. Giunge per questo l'Ammiraglio Croft, cognato di Wentworth, ed in questa occasione il Capitano ed Anne hanno occasione di rivedersi. Anne viene così a sapere che, grazie alle guerre contro Napoleone, Frederick ha avuto una promozione e ha avuto un premio di 25.000 sterline. Tutti i Musgrove, compresi Mary, suo marito Charles e le sue due sorelle Louisa e Henrietta, sono felici di avere i Croft e Frederick a ravvivare il vicinato. Entrambe le sorelle Musgrove sono attratte da Frederick, nonostante Henrietta, prima di incontrarlo, accettasse la corte fattale dal pastore Charles Hayter, suo cugino, il quale, secondo Mary, non è adatto ad Henrietta perché proveniente da una famiglia socialmente inferiore ai Musgrove. Intanto Charles, Mary e i Croft scommettono su quale delle due sorelle sceglierà Frederick.
Un giorno, durante un'escursione a Lyme per andare a trovare il Capitano Harville, amico di Frederick, che qui abita insieme alla moglie e al capitano Benwick, Louisa cade e batte violentemente il capo a terra. Tutte le persone che le erano vicine si fanno prendere dal panico e la danno per morta, ma interviene Anne che, con prontezza di spirito, fa chiamare un medico. L'atteggiamento deciso di Anne nei confronti di Louisa scatena nuovamente l'ammirazione di Frederick, il quale, qualche giorno prima, aveva dichiarato che la sua donna ideale era decisa e risoluta, non potendo sopportare le persone deboli di carattere. Louisa si riprende molto lentamente, e intanto si avvicina al Capitano Benwick, con cui successivamente si fidanzerà.
Nel frattempo Sir Walter, Elizabeth e Mrs. Clay, figlia divorziata dell'amministratore di Sir Walter, si trasferiscono a Bath, sperando in tal modo di risparmiare abbastanza da rimettere in sesto l'economia della famiglia. Qui incontrano il cugino ed erede di Sir Walter, William Elliot, che cerca di riprendere i rapporti con la famiglia del baronetto, bruscamente interrotti anni prima a causa del proprio matrimonio con una donna socialmente inferiore, seppur molto ricca. Elizabeth spera che questo riavvicinamento sia dovuto al fatto che voglia sposarla, mentre appare chiaro che William è interessato ad Anne. William Elliot pare essere un perfetto gentiluomo, ma Anne non si fida completamente di lui, giudicando sospetto il suo improvviso interesse a ricucire i rapporti con sir Walter. Tali dubbi vengono chiariti quando Anne scopre che a Bath vive una sua vecchia compagna di collegio, Mrs. Smith, malata e caduta in miseria.
Anne va a farle visita e scopre che i coniugi Smith furono amici intimi di William e della sua defunta moglie, i quali li incoraggiarono a tenere uno stile di vita dispendioso, per poi abbandonarli una volta caduti in miseria. Mrs. Smith, inoltre, riferisce ad Anne che il riavvicinamento di William a suo padre è avvenuto solo per salvaguardare i propri interessi, in quanto teme un matrimonio fra Sir Walter e Mrs. Clay, matrimonio che gli farebbe perdere i suoi diritti ereditari. I Musgrove, intanto, giungono a Bath per comprare il corredo per le figlie Louisa ed Henrietta: quest'ultima, infatti, ha deciso di sposare Hayter. Anne e Frederick si riavvicinano e chiariscono i loro sentimenti: decidono di fidanzarsi e questa volta la famiglia di Anne non ha obiezioni, vista anche la fortuna economica di Frederick. Mr. Elliott, che non può più sposare Anne, lascia Bath, e successivamente si viene a sapere che convive a Londra con Mrs. Clay: il padre di Anne e la sorella Elizabeth capiscono, infine, di essere stati ingannati. Lady Russell, la cui influenza al tempo fu decisiva nella rottura del fidanzamento tra Anne e Frederick, ammette di essersi sbagliata sul conto di quest'ultimo, e Anne e Frederick, una volta sposati, prendono sotto la loro protezione Mrs. Smith che, grazie all'aiuto di Frederick, riesce a riscattare una piantagione nelle Antille appartenuta al marito e quindi a migliorare notevolmente la propria condizione economica.

## Traduzioni italiane
- Persuasione, trad. di M. A. Denti, Tip. F.lli Magnani e C., Milano, 1945
- Persuasione, trad. di Giulietta Cardone Cattaneo, Rizzoli, Milano 1961; BUR, Milano, 1996, con un saggio di Virginia Woolf
- Persuasione, a cura di Romano Carlo Cerrone, UTET, Torino 1982; TEA, Milano, 1988.
- Persuasione, trad. di Luciana Pozzi, Introduzione di Attilio Bertolucci, Garzanti, Milano 1989
- Persuasione, trad. di Maria Luisa Castellani Agosti, a cura di Malcolm Skey, Theoria, Roma-Napoli, 1995, ISBN 978-88-241-0414-2; Einaudi, Torino. 2011.
- Persuasione, trad. di Fiorenzo Fantaccini, Newton Compton, Roma, 1996
- Persuasione, a cura di Anna Luisa Zazo, Oscar Mondadori, Milano, 2002
- Persuasione, trad. di Caterina Ciccotti, Barbera, Siena 2009; Rusconi, Santarcangelo di Romagna, 2012.
- Persuasione, trad. di Maria Baiocchi e Anna Tagliavini, Feltrinelli, Milano, 2015

## Adattamenti
- Persuasione, film del 1995 tratto dal romanzo
- Persuasione, film del 2007 tratto dal romanzo
- Persuasione, film del 2022 tratto dal romanzo